# Rise (альбом René & Angela)
Rise — третий студийный альбом американского дуэта René & Angela, изданный в 1983 году лейблом Capitol Records.
Rise стал последним альбомом, который был записан René & Angela на лейбле Capitol Records. Пластинка не достигнула лучшей десятки хит-парада Top R&B/Hip-Hop Albums, однако она была близка к этому. Первым синглом из пластинки коллектив выбрал дэнс-композицию «Bangin’ the Boogie», характерную своим быстрым ритмом и «оглушительным» звучанием духовых. Песня заняла 33 место в чарте Hot R&B/Hip-Hop Songs. Следующий сингл «My First Love» достиг 12 позиции после восемнадцатидневного пребывания в чарте. Диск содержит в себе быстро-темповые композиции, в то время как номер «Can’t Give You Up» — среднетемповый. По мнению рецензента Крейга Лайтла из AllMusic, «Can’t Give You Up», как и вся пластинка, испытывают излишество в продакшне.

## Список композиций
Все песни написаны Рене Муром и Энджелой Уинбуш
1. «Rise» — 3:57
2. «Keep Runnin’» — 5:16
3. «My First Love» — 5:07
4. «Bangin’ the Boogie» — 5:01
5. «When It Comes to Love» — 5:01
6. «Wait Until Tonight» — 4:20
7. «Can’t Give You Up» — 4:01
8. «Take Me to the Limit» — 4:16

## Участники записи
- Рене Мур[англ.] — вокал, бэк-вокал, клавишные, бас-гитара, продюсер
- Анджела Уинбуш[англ.] — вокал, бэк-вокал, клавишные, продюсер
- Джефф Лорбер[англ.], Иэн Андервуд — клавишные
- Грегори Мур, Майкл МакГлури, Тони Мейден, Джордж Джонсон, Марло Хендерсон[англ.] — гитары
- Луис Джонсон — бас-гитара
- Бобби Уотсон[англ.] — бас-гитара, продюсер
- Андре Фишер, Джефф Поркаро, Джон Робинсон, Олли Браун — ударные
- Паулинью да Кошта[англ.] — перкуссия

## Чарты

### Альбом
| Год  | Чарт            | Место |
| ---- | --------------- | ----- |
| 1983 | США. R&B Albums | 33    |

### Синглы
| Год                                      | Название             | Место | Место   | Место |
| Год                                      | Название             | США   | США R&B | БЕЛ   |
| ---------------------------------------- | -------------------- | ----- | ------- | ----- |
| 1983                                     | «Banging the Boogie» | —     | 33      | 23    |
| 1983                                     | «My First Love»      | —     | 12      | —     |
| «—» означает, что сингл не попал в чарт. |                      |       |         |       |